# Оксипорус тополёвый
Оксипорус тополёвый (лат. Oxyporus populinus) — вид грибов, входящий в род Оксипорус (Oxyporus). В настоящее время этот род включают в семейство Schizoporaceae порядка Hymenochaetales или в семейство Coriolaceae порядка Polyporales.
Синонимы:
- Boletus populinus Schumach., 1803basionym
- Polyporus connatus Weinm., 1826
- Polyporus cremeus Bres. ex Lloyd, 1915
- Polyporus populinus (Schumach.) Fr., 1821
- Rigidoporus populinus (Schumach.) Pouzar, 1966
- Trametes secretanii G.H. Otth, 1866

и другие.

## Описание

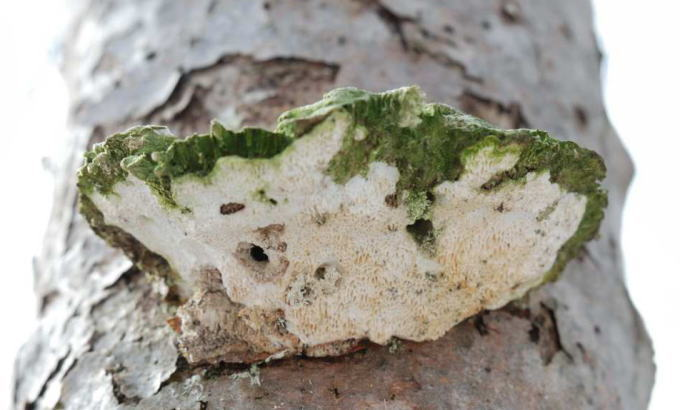

Плодовые тела многолетние, подкововидной формы, реже однолетние и распростёртые. Шляпка у старых грибов достигает 12 см в длину, 5 см в ширину и 5 см в толщину. Верхняя поверхность шляпки неровная, бархатистая или гладкая, кремового или бежевого цвета, с возрастом обычно темнеет. Гименофор состоит из мелких округлых или угловатых трубочек, располагающихся по 5—7 на мм, кремового или светло-бежевого цвета. Мякоть кремовая или буроватая, слабо зонистая или не зонистая, жёсткая, сухая.
Гифальная система мономитическая, гифы в основном тонкостенные, 2,5—4,5 мкм в диаметре. Цистиды многочисленные, тонкостенные, 20—35×3—4,5 мкм, булавовидной или цилиндрической формы. Базидии четырёхспоровые, яйцевидные или булавовидные, 8—14×5—5,5 мкм. Споры почти шаровидные, гладкие, неокрашенные, неамилоидные, 3,5—4,5×2,5—4 мкм.
Оксипорус тополёвый считается несъедобным грибом из-за жёсткой мякоти.

## Сходные виды
Оксипорус тополёвый отличается от других представителей рода обычно многолетними плодовыми телами. Внешне Оксипорус тополёвый похож на более южный вид Oxyporus obducens (Pers.) Donk 1933, от которого отличается более крупными, почти шаровидными спорами.

## Экология
Произрастает на стволах мёртвых лиственных деревьев, большей частью различных видов клёнов.